# Iván Gómez
Iván Gómez (Villa Elisa, 28 febbraio 1997) è un calciatore argentino, difensore del Central Córdoba (SdE) in prestito dal Platense.

## Caratteristiche tecniche
È un difensore centrale.

## Carriera
Cresciuto nelle giovanili dell'Estudiantes (LP), ha esordito in prima squadra il 16 luglio 2016 in occasione del match di Copa Argentina vinto 3-0 contro l'Atlas.

## Statistiche

### Presenze e reti nei club
Statistiche aggiornate al 14 maggio 2025.
| Stagione                | Squadra                 | Campionato              | Campionato | Campionato | Coppe nazionali | Coppe nazionali | Coppe nazionali | Coppe continentali | Coppe continentali | Coppe continentali | Altre coppe | Altre coppe | Altre coppe | Totale | Totale | Totale |
| Stagione                | Squadra                 | Comp                    | Pres       | Reti       | Comp            | Pres            | Reti            | Comp               | Pres               | Reti               | Comp        | Pres        | Reti        | Pres   | Reti   |        |
| ----------------------- | ----------------------- | ----------------------- | ---------- | ---------- | --------------- | --------------- | --------------- | ------------------ | ------------------ | ------------------ | ----------- | ----------- | ----------- | ------ | ------ | ------ |
| 2016-2017               | Estudiantes (LP)        | PD                      | 7          | 0          | CA              | 2               | 0               | CL+CS              | 0                  | 0                  | -           | -           | -           | 9      | 0      |        |
| 2017-2018               | Estudiantes (LP)        | PD                      | 17         | 2          | CA              | 0               | 0               | CL                 | 8                  | 0                  | -           | -           | -           | 25     | 2      |        |
| 2018-2019               | Estudiantes (LP)        | PD                      | 16         | 0          | CA+CdS          | 4+3             | 1+0             | -                  | -                  | -                  | -           | -           | -           | 23     | 1      |        |
| 2019-2020               | Estudiantes (LP)        | PD                      | 20         | 1          | CA+CdS+CM       | 1+0+9           | 0               | -                  | -                  | -                  | -           | -           | -           | 30     | 1      |        |
| 2021                    | Estudiantes (LP)        | PD                      | 0          | 0          | CA+CdL          | 0+6             | 0               | -                  | -                  | -                  | -           | -           | -           | 6      | 0      |        |
| Totale Estudiantes (LP) | Totale Estudiantes (LP) | Totale Estudiantes (LP) | 60         | 3          |                 | 25              | 1               |                    | 8                  | 0                  |             | -           | -           | 93     | 4      |        |
| 2021                    | Platense                | PD                      | 23         | 1          | CA+CdL          | 0               | 0               | -                  | -                  | -                  | -           | -           | -           | 23     | 1      |        |
| 2022                    | Platense                | PD                      | 19         | 1          | CA+CdL          | 1+8             | 0+2             | -                  | -                  | -                  | -           | -           | -           | 28     | 3      |        |
| 2023                    | Newell's Old Boys       | PD                      | 22         | 0          | CA+CdL          | 0+13            | 0               | CS                 | 7                  | 2                  | -           | -           | -           | 42     | 2      |        |
| 2024                    | Platense                | PD                      | 14         | 0          | CA+CdL          | 1+12            | 0               | -                  | -                  | -                  | -           | -           | -           | 27     | 0      |        |
| Totale Platense         | Totale Platense         | Totale Platense         | 56         | 2          |                 | 22              | 2               |                    | -                  | -                  |             | -           | -           | 78     | 4      |        |
| 2025                    | Central Córdoba (SdE)   | PD                      | 11         | 1          | CA              | 1               | 0               | CL                 | 4                  | 0                  | SA          | -           | -           | 16     | 1      |        |
| Totale carriera         | Totale carriera         | Totale carriera         | 149        | 6          |                 | 61              | 3               |                    | 19                 | 2                  |             | -           | -           | 229    | 11     |        |